# Holophryxus giardi
Holophryxus giardi är en kräftdjursart som beskrevs av Richardson 1908. Holophryxus giardi ingår i släktet Holophryxus och familjen Dajidae.
Artens utbredningsområde är Berings hav. Inga underarter finns listade i Catalogue of Life.